# Joseph-Arthur Savoie
Pour les articles homonymes, voir Savoie (homonymie).
Joseph-Arthur Savoie est un notaire et administrateur québécois. Il a été le troisième président d'Hydro-Québec, poste qu'il a occupé de 1955 à 1960.
Originaire de Saint-Justin, près de Louiseville, Savoie fait ses études au séminaire de Trois-Rivières, puis à l'Université Laval de Québec où il obtient un diplôme de droit. Il entreprend une carrière de notaire et établit son étude à Saint-Vincent-de-Paul, une ville qui sera fusionnée à Laval en 1965. Il est nommé vice-président de la Commission des tramways de Montréal en 1936, en remplacement de Paul A. Béique, un poste qu'il occupera pendant un an. Il devient président de la Chambre des notaires de Montréal en 1937, un poste qu'il occupera pendant quelques années.
Savoie est un fidèle allié et ami « intime » de Maurice Duplessis. Il est nommé à plusieurs postes de responsabilités : il dirige en outre la Commission des liqueurs. En 1944, il est nommé à l'un des cinq postes de commissaires de la Commission hydroélectrique de Québec par le nouveau gouvernement de l'Union nationale, peu après le retour au pouvoir des unionistes. Il accède à la présidence le 1er juin 1955, à la suite du départ de son prédécesseur, L.-Eugène Potvin. 
Son mandat de cinq ans sera marqué par la construction des centrales de Bersimis-1, Bersimis-2 et la troisième phase de l'aménagement de Beauharnois. Ses années de présidence seront ternies par le scandale du gaz naturel, une affaire politico-financière qui a éclaboussé plusieurs ministres du gouvernement Duplessis en 1958. Il démissionnera de son poste  à l'été 1960, peu après l'élection générale qui portera au pouvoir les libéraux de Jean Lesage.
Établi à Montréal, Savoie est également impliqué dans les affaires du quotidien Montréal-Matin. Responsable de la souscription populaire nécessaire à l'acquisition du journal, il siège, en compagnie de Jean-Paul St-Germain, Lévis Lorrain, Paul Dansereau, et Albert Surprenant au conseil d'administration des Éditions Laviolette, la société contrôlée par l'Union nationale qui se porte acquéreur du quotidien montréalais en juin 1947,.